# Messaoud Dris
Messaoud Dris   (Orà, 13 de setembre de 2001) és un judoka algerià que competeix en la categoria de pes lleuger (actualment -73 Kg). Ha participat en 1 Olimpíada i en 3 Campionats del Món. A més, ha guanyat 8 medalles (5 d'or) en els Campionats d'Àfrica.

## Trajectòria
Dris va començar la seva carrera a Orà. El gener de 2023 es va incorporar a l'equip del Paris Saint-Germain Judo. Es va convertir en campió d'Àfrica el 2022 i va guanyar una medalla d'or als Jocs Mediterranis de 2022. Va participar al Campionat del Món de Judo el 2022 i el 2023.
Dris es va retirar de la competició de judo dels Jocs Olímpics de París de 2024 després de fallar el pes el dia abans que s'havia previst enfrontar-se al judoka israelià Tohar Butbul, fet que es va interpretar com un boicot amb motiu de la invasió de la Franja de Gaza de 2023, després de l'ocorregut a Tòquio 2020 amb Fethi Nourine.
| Jocs Olímpics      | Jocs Olímpics | Jocs Olímpics | Jocs Olímpics |
| Any                | Seu           | Posició       | Categoria     |
| ------------------ | ------------- | ------------- | ------------- |
| 2024               | París         | DSQ           | -73 Kg        |
| Campionat del Món  |               |               |               |
| 2022               | Taixkent      | 1a ronda      | -73 Kg        |
| 2023               | Doha          | 7a posició    | -73 Kg        |
| 2024               | Abu Dhabi     | 1/4 de final  | -73 Kg        |
| Campionat d'Àfrica |               |               |               |
| 2022               | Orà           | 1             | -73 Kg        |
| 2022               | Orà           | 1             | Equips mixt   |
| 2023               | Casablanca    | 1             | -73 Kg        |
| 2023               | Casablanca    | 1             | Equips mixt   |
| 2024               | El Caire      | 1             | -73 Kg        |
| 2024               | El Caire      | 3             | Equips mixt   |
| 2025               | Abidjan       | 3             | -73 Kg        |
| 2025               | Abidjan       | 2             | Equips mixt   |